# Lukas Schmid
Lukas Schmid (* 25. Februar 1981 in München) ist ein deutscher Opernsänger (Bass). Seit seiner Verehelichung 2017 mit der deutschen Opernsängerin Lisa Wedekind führt er den Namen Lukas Schmid-Wedekind.

## Leben
Lukas Schmid wurde nach seiner Zeit als Kindersolist am Gärtnerplatztheater und den Münchner Chorbuben mit 16 Jahren in die Bayerische Singakademie, eine Talentförderungseinrichtung des Bayerischen Musikrates, als Schüler von Hartmut Elbert aufgenommen. 2001 erhielt Lukas Schmid den Talentförderungspreis der Stadt Germering und nahm seither an vielen Konzertreisen im In- und Ausland und zahlreichen Wettbewerben teil.
Seit 2002 studierte Lukas Schmid an der Hochschule für Musik Karlsruhe bei Stephan Kohlenberg und nahm erfolgreich an zahlreichen Meisterkurse (Brigitte Fassbaender, Dietrich Fischer-Dieskau, Harald Stamm, Júlia Várady, Hilde Zadek u. a.) teil. Sein Interesse gilt ebenso der Aufführungspraxis Alter Musik, in dessen Zuge er an Kursen von Christoph Hammer und Gerd Türk teilnahm. 
Im September 2006 debütierte er als Geschäftsmann in der szenischen Uraufführung von Nikolaus Schapfels „Der kleine Prinz“ am Badischen Staatstheater Karlsruhe. 2007 wurde er Mitglied des Karlsruher Opernstudios. In dieser Zeit übernahm er mit dem Masetto in Don Giovanni, dem Sprecher in Die Zauberflöte und dem Kuno in Der Freischütz bereits erste größere Rollen. 
In der Spielzeit 2007/08 gastierte der junge Bassist erstmals an der Staatsoper Leipzig unter Riccardo Chailly.
Im Frühjahr 2008 erhielt er das Stipendium der Richard-Wagner-Stiftung Bayreuth. 
Seit der Spielzeit 2008/09 gehört Lukas Schmid zum festen Ensemble des Staatstheaters Karlsruhe, wo er unter anderem als Roucher bereits an der Seite von José Cura  in Andrea Chénier unter der Leitung von Jacques Delacôte zu hören war. 
In seinem ersten Festengagement übernimmt Lukas Schmid neben einigen Comprimario-Rollen, die er seit seiner Zeit im Opernstudio im Repertoire hat, weiterhin größere Rollen (Kuno, Haly in Die Italienerin in Algier) und Hauptrollen, so. z. B. den Fasolt in Das Rheingold.

## Auszeichnungen
- 2001: Talentförderungspreis der Stadt Germering
- 2008: Stipendium der Richard-Wagner-Stiftung